# Slaget om Belgien (1940)
Slaget om Belgien var en del af Slaget om Frankrig, den tyske offensiv i 1940 på Vestfronten. Slaget varede i 18 dage og sluttede med den tyske besættelse af Belgien efter at den belgiske hær havde kapituleret.
Den 10. maj 1940 angreb Tysklands væbnede styrker – Wehrmacht – Luxembourg, Holland og Belgien som led i operationen Fall Gelb ("tilfældet gul"). De allierede hære forsøgte at stoppe den tyske hær i Belgien ud fra den antagelse, at det var det tyske hovedangreb. Efter at franskmændene havde indsat alle deres bedste styrker i Belgien mellem den 10. og 12. maj, indledte tyskerne 2. fase af deres angreb, et gennembrud i Ardennerne og rykkede mod Den engelske kanal. Den tyske hær nåede kanalen fem dage senere og indesluttede derved de allierede arméer. Tyskerne trængte gradvis de allierede styrker tilbage og tvang dem ud mod havet. Den belgiske hær kapitulerede den 28. maj 1940 og afsluttede hermed slaget.
Slaget om Belgien omfatter det første panserslag i krigen slaget ved Hannut. Det var det største panserslag indtil da, og blev senere overgået af slagene under Felttoget i Nordafrika og på Østfronten. Slaget omfattede også slaget ved Fort Eben-Emael, en strategiske luftbårne operation, hvor der blev anvendt faldskærmstropper.
Den officielle tyske historie fastslog at under de 18 dages bitre kampe var den belgiske hær en hård modstander og talte om soldaternes "ekstraordinære tapperhed". Det belgiske sammenbrud tvang de Allierede til at trække sig tilbage fra kontinentet. Royal Navy evakuerede tropperne fra belgiske havne under Operation Dynamo, hvorved den britiske hær undslap og kunne fortsætte kampen. Belgien blev besat af tyskerne indtil vinteren 1944–1945, hvor landet blev befriet af de Vestallierede.

## Planer forud for slaget

### Belgiens anstrengte alliancer
Den belgiske strategi for et forsvar mod et tysk angreb stod overfor såvel politiske som militære problemer. Hvad angik militær strategi var belgierne uvillige til at satse alt på et forsvar af grænsen mod Tyskland i form af en forlængelse af Maginot-linjen. Et sådant træk ville gøre belgierne sårbare overfor et tysk angreb i ryggen via et angreb på Holland.
En sådan strategi ville også kræve at franskmændene hurtigt rykkede ind i Belgien og støttede den belgiske hær.
Politisk havde belgierne ikke tillid til franskmændene. Marskal Philippe Pétain havde foreslået et fransk angreb mod Tysklands Ruhrdistrikt gennem Belgien i oktober 1930 og igen i januar 1933. Belgien frygtede at, det under alle omstændigheder kunne blive inddraget i en krig og forsøgte at undgå en sådan eventualitet. Belgierne frygtede også at blive inddraget i en krig som følge af den fransk-sovjetiske gensidige bistandspagt af maj 1935. Den fransk-belgiske aftale indeholdt en bestemmelse om at Belgien skulle mobilisere i tilfælde af at Tyskland mobiliserede, men det stod ikke klart om Belgien skulle mobilisere i tilfælde af at Tyskland invaderede Polen.
Belgierne foretrak en alliance med Storbritannien. Storbritannien var gået ind i 1. verdenskrig som reaktion på den tyske krænkelse af Belgiens neutralitet. De belgiske havne ved Den engelske kanal kunne give den tyske Kriegsmarine og Luftwaffe baser, som kunne bruges til offensive operationer mod Storbritannien i en kommende krig, men den britiske regering tog ikke megen notits af de belgiske bekymringer. Denne manglende interesse førte til, at belgierne trak sig ud af den vestlige alliance dagen før Tysklands genmilitarisering af Rhinlandet. Den tyske genmilitarisering af Rhinlandet overbeviste belgierne om at Frankrig og Storbritannien ikke var villige til at kæmpe for deres egne strategiske interesser for ikke at tale om Belgiens. Den belgiske generalstab var fast besluttet på at kæmpe for sine egne interesser, alene om nødvendigt.

### Belgiens placering i den allierede strategi
Franskmændene blev rasende over kong Leopold 3.'s neutralitetserklæring i oktober 1936. Den franske hær så sine strategiske antagelser blive undermineret. Den kunne ikke længere regne med et tæt samarbejde med belgierne om forsvaret af belgiernes østgrænse, som ville gøre det muligt at bremse et tysk angreb et godt stykke fra den franske grænse. Franskmændene var afhængige af hvor meget samarbejde de kunne få fra belgierne. En sådan situation berøvede franskmændene ethvert forberedt forsvar i Belgien til at imødegå et angreb, en situation som Frankrig havde ønsket at undgå, da det indebar at man skulle møde de tyske tropper i en bevægelseskrig. Franskmændene overvejede at invadere Belgien straks som reaktion på et tysk angreb på landet. Alligevel valgte belgierne, i erkendelse af den fare som tyskerne udgjorde, i hemmelighed at informere den franske militærattaché i Bruxelles om den belgiske forsvarspolitik, troppebevægelser, kommunikationsmidler, placeringer af faste forsvarsinstallationer, efterretninger og luftrekognoscering.
Den allierede plan om at yde hjælp til Belgien kaldtes Dyle-planen. De bedste allierede styrker, som bl.a. omfattede de franske panserdivisioner, skulle rykke frem til Dyle-floden som reaktion på en tysk invasion. De Allierede havde valget mellem enten at forstærke belgierne i den østlige del af landet ved Meuse–Albertkanalen eller at holde Scheldemundingen, og på den måde skabe forbindelse mellem de franske forsvarslinjer mod syd og de belgiske styrker, som beskyttede Ghent og Antwerpen, hvilket forekom at være den klogeste defensive strategi.
Svagheden ved planen var ud fra en politisk synsvinkel, at den overlod hovedparten af det østlige Belgien til Tyskerne. Militært ville det placere det allierede bagland i en ret vinkel på det franske grænseforsvar, mens briterne, hvis kommunikationslinjer ville blive baseret på havnene langs den engelske kanal ville få kommunikationslinjer parallelt med fronten. Trods risikoen ved at indsætte styrker i det centrale Belgien og rykke frem til Schelde eller Dyle, som kunne omgås i flanken, godkendte den franske øverstkommanderende, Maurice Gamelin, planen og den var fortsat de Allieredes strategi ved krigens udbrud.
Briterne, som ikke havde en hær på feltfod og var bagefter med at genopruste, var ikke i en position, hvor de kunne udfordre den franske strategi, som havde fået hovedrollen i den vestlige alliance. Uden chance for at imødegå franskmændene udformede briterne en strategi, som gik ud på at gennemføre strategisk bombning af industrien i Ruhrdistriktet.

### Belgiens militærstrategi
Efter den officielle belgiske udtræden af den vestlige alliance afslog Belgien at deltage i officielle stabsmøder med den franske eller britiske militærstab af frygt for at kompromittere sin neutralitet. Belgierne betragtede ikke en tysk invasion som uundgåelig og var fast besluttede på, at hvis en invasion skulle finde sted ville den blive effektivt imødegået med nye befæstninger, såsom Fort Eben Emael.
Belgierne havde taget skridt til at ombygge deres forsvarsværker langs grænsen til Tyskland efter Adolf Hitlers magtovertagelse i januar 1933. Den belgiske regering havde med stigende uro betragtet den tyske udtræden af Folkeforbundet, afvisningen af Versaillestraktaten og overtrædelserne af Locarno-traktaten. Regeringen forøgede bevillingerne til modernisering af befæstningerne ved Namur og Liège. Nye forsvarslinjer blev etableret langs Maastricht–Bois-le-Duc-kanalen, som forbandt Meuse, Schelde og Albertkanalen. Beskyttelsen af østgrænsen, fortrinsvis baseret på ødelæggelse af en række veje, blev overdraget til nye enheder (grænse-cykeltropper, "Chasseurs Ardennais"). I 1935 stod de belgiske forsvarsværker færdige. Trods det følte man at forsvarsværkerne ikke længere var tilstrækkelige. En betydelig mobil reserve var nødvendig for at bevogte baglandet, og som følge heraf mente man at beskyttelsen mod et pludseligt angreb fra tyske styrker ikke var tilstrækkelig. Der var også behov for betydelige mandskabsreserver, men et lovforslag, som gav mulighed for at forlænge den militære tjenestetid blev afvist af offentligheden på grund af at den ville forøge Belgiens militære forpligtelser hvor de Allierede kunne forlange at Belgien skulle engagere sig i konflikter langt hjemmefra.
Kong Leopold 3. holdt en tale den 14. oktober 1936 for det belgiske ministerråd i et forsøg på at overtale folket (og dens regering) til at forsvaret skulle styrkes. Han skitserede tre hovedårsager til Belgiens forøgede genoprustning:
a) Tysk genoprustning efter den fuldstændige militarisering af Italien og Rusland (Sovjetunionen), fik de fleste andre lande, selv de som var bevidst pacifistiske, såsom Schweiz og Holland, til at tage usædvanlige forholdsregler.

b) Der er sket en voldsom ændring i metoderne for krigsførelse som følge af tekniske fremskridt, især indenfor flyvning og motorisering, så de indledende operationer i en væbnet konflikt i dag kan udføres med en sådan kraft, hastighed og omfang at det er særligt alarmerende for mindre lande som Belgien.

c) Vore bekymringer er vokset som følge af den lynhurtige generobring af Rhinlandet og den kendsgerning at udgangspunktet for en mulig tysk invasion er blevet flyttet tættere på vor grænse.
Den 24. april 1937 udsendte franskmændene og briterne en offentlig erklæring om, at Belgiens sikkerhed var af altoverskyggende betydning for de Vestallierede, og at de ville forsvare deres grænser i overensstemmelse hermed mod enhver form for aggression, uanset om denne aggression alene var rettet mod Belgien eller var et middel til at opnå baser hvorfra man kunne gennemføre angreb mod "andre stater". Under disse betingelser fritog briterne og franskmændene Belgien for sine forpligtelser i henhold til Locarno-traktaten om at yde gensidig støtte i tilfælde af tysk aggression overfor Polen, mens briterne og franskmændene fastholdt deres militære forpligtelser overfor Belgien.
Militært anså belgierne Wehrmacht for at være stærkere end de Allierede, især den britiske hær og tilnærmelser til de Allierede ville føre til at Belgien blev en slagmark uden tilstrækkeligt stærke allierede.
Belgierne og franskmændene vedblev med at være usikre på hvad der forventedes af dem hver især hvis eller når krigen brød ud. Belgierne var fast besluttede på at holde grænsefæstningerne langs Albertkanalen og Meuse uden tilbagetrækninger, indtil den franske hær ankom og støttede dem. Gamelin var ikke begejstret for at strække Dyleplanen så langt. Han var bekymret for at belgierne ville blive tvunget ud af deres stillinger og trække sig tilbage til Antwerpen ligesom i 1914. Rent faktisk skulle de belgiske divisioner, som dækkede grænsen, trække sig tilbage i retning mod syd og få forbindelse med de franske styrker. Denne oplysning blev ikke videregivet til Gamelin.
Efter belgiernes mening havde Dyleplanen fordele. I stedet for den begrænsede allierede fremrykning til Schelde, eller at møde tyskerne på den fransk-belgiske grænse ville fremrykningen til Dyle forkorte den allierede front i det centrale Belgien med 70 km, hvilket ville frigøre større styrker til en strategisk reserve. De følte, at den ville spare mere belgisk område, især i de østlige industriregioner. Den havde også den fordel, at den ville optage belgiske og hollandske enheder (herunder ca. 20 belgiske divisioner). Det var også disse argumenter Gamelin efter nederlaget brugte til at forsvare Dyleplanen.
Den 10. januar 1940 nødlandede en tysk major i hæren Hellmuth Reinberger med et Messerschmitt Bf 108 kurérfly nær Mechelen-sur-Meuse. Det blev kendt som Mechelenepisoden. Reinberger medbragte et eksemplar af den første tyske plan for invasion af Vesteuropa, som i lighed med hvad Gamelin ventede, indeholdt en gentagelse af Schlieffenplanen fra 1914, dvs. et tysk fremstød gennem Belgien (som blev udvidet af Wehrmacht til også at omfatte Holland) og ind i Frankrig. Planen havde blot til formål at erobre terræn i Holland og Belgien som grundlag for en senere offensiv til lands, til vands og i luften.
Belgierne havde mistanke om at det var en fælde, men planerne blev taget alvorligt. Den belgiske efterretningstjeneste og militærattacheen i Köln vurderede med rette, at tyskerne ikke ville indlede invasionen ud fra denne plan. De pegede i stedet på at tyskerne ville prøve at angribe gennem de belgiske ardennere og rykke mod Calais med det formål at omringe de allierede hære i Belgien. Belgierne havde korrekt forudset, at tyskerne ville forsøge et Kesselschlacht (omringningsslag) for at nedkæmpe sine fjender. Belgierne forudså præcis den plan, som blev fremsat af Erich von Manstein.
Den belgiske overkommando advarede franskmændene og briterne om sine bekymringer. De frygtede, at Dyleplanen ikke blot ville bringe Belgiens strategiske stilling i fare, men også hele den venstre fløj af den allierede front. Kong Leopold og general Raoul Van Overstraeten, kongens Aide de Camp (adjudant), advarede Gamelin og den franske overkommando om deres bekymringer den 8. marts og 14. april. De blev ignoreret.

### Den belgiske forsvarsplan
Den belgiske plan i tilfælde af tysk aggression indeholdt:
(a) En forsinkende stilling langs Albertkanalen fra Antwerpen til Leige og langs Meuse fra Liege til Namur, som skulle holdes tilstrækkelig længe til at tillade franske og britiske tropper at besætte linjen Antwerpen-Namur-Givet. Det forventedes, at styrkerne fra garantmagterne ville komme i kamp på tredjedagen af en invasion.

(b) Tilbagetrækning til Antwerpen–Namur stillingen.

(c) Den belgiske hær skulle holde sektoren – eksklusiv Leuven, men inklusiv Antwerpen som del af de Allieredes generelle forsvarsstilling.
Efter aftale med de britiske og franske hære skulle den franske 7. armé, som var under kommando af Henri Giraud rykke ind i Belgien, forbi Scheldemundingen og om muligt ind i Zeeland til Breda i Holland. Den britiske hærs British Expeditionary Force eller B.E.F under kommando af General Lord Gort, skulle besætte den centrale del af fronten i hullet mellem Bruxelles og Gent og støtte den belgiske hær, som holdt hovedforsvarslinjen ca. 20 km øst for Bruxelles. Hovedforsvarsstillingen omkring Antwerpen skulle holdes af belgierne knap 10 km fra byen. Den franske 7. armé skulle nå Zeeland eller Breda lige på den anden side af den hollandske grænse. Franskmændene ville derved være i stilling til at beskytte venstre flanke af den belgiske hær ved Antwerpen og true tyskernes nordlige flanke.
Længere østpå blev der bygget forsinkelsesstillinger i de taktiske zoner langs Albertkanalen, som havde forbindelse til forsvaret af Meuse vest for Maastricht. Linjen drejede mod syd og fortsatte til Liege. Maastricht–Liege hullet var stærkt forsvaret. Fort Eben-Emael bevogtede byens nordlige flanke og kampvognsterrænet, der lå i den strategiske dybde af de belgiske styrker, der holdt byen og fremrykningsaksen mod den vestlige del af landet. Yderligere forsvarslinjer forløb mod sydvest og dækkede Liege–Namur aksen. Den belgiske hær havde også yderligere fordel af den franske 1. armé, som rykkede frem mod Gembloux og Hannut syd for B.E.F og dækkede området ved Sambre. Det dækkede hullet i det belgiske forsvar mellem de belgiske hovedstillinger og Dyle-linjen med Namur mod syd. Længere sydpå rykkede den franske 9. armé til Givet–Dinat aksen ved Meusefloden. Den franske 2. armé havde ansvaret for de sidste 100 km front, og dækkede Sedan, den nedre Meuse, den belgisk-luxembourgske grænse og Maginot-linjens nordlige flanke.

### De tyske operationsplaner
Den tyske angrebsplan gik ud på at Heeresgruppe B skulle rykke frem og trække den allierede 1. armégruppe ind i det centrale Belgien, mens Heeresgruppe A gennemførte et overraskelsesangreb gennem Ardennerne. Belgien skulle fungere som en sekundær front. Heeresgruppe B fik kun begrænsede pansrede og motorisede enheder, mens armégruppen fortrinsvis bestod af infanteridivisioner. Efter at den engelske kanal var nået, skulle alle panserdivisioner og det meste af det motoriserede infanteri tages fra Heeresgruppe B og overføres til Heeresgruppe A for at styrke de tyske kommunikationslinjer og forhindre at de Allierede brød ud af omringningen.
En sådan plan kunne stadig slå fejl, hvis der ikke hurtigt kunne erobres tilstrækkelig meget territorium i Belgien, så de Allierede kunne blive presset fra to sider. Det som skulle forhindre det var stillingerne ved Fort Eben-Emael og langs Albertkanalen. De tre broer over kanalen var nøglen til at give Heeresgruppe B et højt tempo i fremrykningen. Broerne ved Veldwezelt, Vroenhoven og Kanne i Belgien samt Maastricht ved den hollandske grænse var målet. Hvis ikke disse broer blev erobret ville Reichenaus 6. tyske armé, som var den sydligste i Heeresgruppe B, være fanget i enklaven ved Maastricht-Albertkanalen og blive udsat for beskydning fra Eben-Emael. Fortet skulle erobres eller ødelægges.
Adolf Hitler tilkaldte generalløjtnant Kurt Student fra 7. Flieger-Division for at diskutere angrebet. Det blev først foreslået, at en konventionel faldskærmsnedkasting skulle gennemføres for at erobre og ødelægge fortets kanoner inden landstyrkerne nærmede sig. Forslaget blev forkastet, da de tyske Junkers Ju 52 transportfly var for langsomme og formentlig ville være sårbare overfor hollandsk og belgisk antiluftskyts.
Andre grunde til at det blev forkastet var vejrbetingelserne, som kunne blæse faldskærmstropperne væk fra fortet og sprede dem over et for stort område. Et syv-sekunders spring fra en Ju 52 ved dens laveste operationelle højde førte alene til en spredning på over 300 meter.
Hitler havde bemærket en mulig svaghed i forsvaret. Fortets tag var fladt og ubeskyttet. Han forlangte at få at vide om et svævefly som en DFS 230 kunne lande på det. Student svarede, at det kunne lade sig gøre, men kun af 12 fly og i dagslys.
Det kunne placere 80–90 faldskærmsjægere oven på målet.
Hitler afslørede herpå det taktiske våben, som ville få denne strategiske operation til at virke, nemlig Hohlladungwaffe (hulladning) – en 50 kg tung eksplosiv ladning, som ville ødelægge de belgiske kanontårne. Det var denne taktiske enhed, som blev fortrop for den første strategiske luftbårne operation i historien.

## De involverede styrker

### Belgiske styrker
Den belgiske hær mønstrede 22 divisioner, som rådede over 1.338 stykker artilleri, men kun 10 kampvogne. Belgierne indledte mobiliseringen den 25. august 1939 og i maj 1940 havde de en hær i felten på 18 infanteridivisioner, to divisioner Chasseurs Ardennais (delvis motoriserede) og to motoriserede kavaleridivisioner, en styrke på ca. 600.000 mand. De belgiske reserver kan have været på op imod 900.000 mand. Hæren manglede kampvogne og antiluftskyts.
Efter afslutningen af mobiliseringen kunne den belgiske hær mønstre fem regulære armékorps og to reservekorps bestående af 12 regulære infanteridivisioner, to divisioner Chasseurs Ardennais, seks reserveinfanteridivisioner, en brigade af grænsevagter på cykel, et kavalerikorps på to divisioner og en brigade motoriseret kavaleri. Hæren havde to antiluftskyts- og to artilleriregimenter samt et ukendt antal fæstnings- ingeniør- og signaltropper.
Det belgiske flådekorps blev genoplivet i 1939. Det meste af den belgiske handelsflåde, ca. 100 skibe undgik at blive erobret af tyskerne. Efter betingelserne i en belgisk aftale med Royal Navy blev disse skibe og 3.350 besætningsmedlemmer underlagt britisk kontrol under hele krigen. Det øverste hovedkvarter for det belgiske admiralitet lå i Ostende under kommando af major Henry Decarpentrie. Den første flådedivision havde base i Ostende, mens anden og tredje division lå i Zeebrugge og Antwerpen.
Det belgiske luftvåben Aéronautique Militaire Belge var dårligt nok begyndt at modernisere sine fly. De havde bestilt Brewster Buffalo, Fiat CR.42, Hawker Hurricane, Koolhoven F.K.56, Fairey Battle, Caproni Ca.312 lette bombefly og Caproni Ca.335 jagerrekognosceringsfly. Kun Fiat, Hurricanes og Battles var blevet leveret. Manglen på moderne fly betød at ensædede udgaver af den lette bomber Fairey Fox blev brugt som jagerfly.
AéMI havde 250 kampfly. Mindst 90 var jagerfly, 12 bombefly og 12 var rekognosceringsfly. Kun 50 var af forholdsvis moderne standard. Når man medregnede forbindelses- og transportfly fra alle værn nåede man op på i alt 377 fly; men kun 118 af dem var klar til indsats den 10. maj 1940. Af disse var omkring 78 jagere og 40 bombefly.
AéMI var underlagt Paul Hiernaux, som havde fået sin pilotlicens lige inden udbruddet af 1. verdenskrig, og var steget gennem graderne til øverstkommanderende i 1938.
Hiernaux organiserede styrken i tre flyverregimenter. Det første (1er Régiment d'Aéronautique), som bestod af 60 fly, det andet (2e Régiment d'Aéronautique) med 53 fly og det tredje (3e Régiment d'Aéronautique), med yderligere 79 maskiner.

### Franske styrker
Belgierne fik betydelig støtte fra den franske hær. Den 1. franske armé bestod af general René Priouxs Kavalerikorps. Korpset fik tildelt 2. lette motoriserede division (2e Division Légère Mécanique, eller 2e DLM) og 3. lette motoriserede division (3e DLM) som fik til opgave at forsvare hullet ved Gembloux. De pansrede styrker bestod af 176 af de formidable SOMUA S35er tunge og 239 Hotchkiss H35 lette kampvogne. Begge disse typer var i såvel pansring som ildkraft stærkere end de fleste tyske typer. 3e DLM havde alene 90 S35-er og ca. 140 H35. Den franske 7. armé skulle dække den nordligste del af den allierede front. Den bestod af 1. lette motoriserede division (1e DLM), 25. motoriserede division og 9. motoriserede division. Denne styrke skulle rykke frem til Breda i Holland.
Den tredje franske armé, som kom i kamp på belgisk jord var den 9. armé. Den var svagere end både den 7. og især den 1. franske armé. 9. armé bestod af infanteridivisioner bortset fra 5. motoriserede division. Den 9. armés opgave var at beskytte de allierede hæres sydlige flanke syd for Sambrefloden til lige nord for Sedan. Længere sydpå lå den 2. franske armé, som dækkede den fransk-belgiske grænse mellem Sedan og Montmédy. De to svageste franske arméer dækkede således det område hvor det tyske hovedfremstød blev sat ind.

### Britiske styrker
Briterne bidrog med den mindste styrke til Belgien. Den britiske ekspeditionsstyrke, B.E.F, under kommando af general Lord Gort VC, bestod af blot 152.000 mand i to armékorps med to divisioner i hver. Man havde håbet at kunne sende to arméer i felten med to armékorps hver, men denne grad af mobilisering blev aldrig gennemført. Det britiske 1. korps var under kommando af generalløjtnant John Dill som senere blev udskiftet med generalløjtnant Michael Barker, som til gengæld blev erstattet med generalmajor Harold Alexander. Generalløjtnant Alan Brooke havde kommandoen over det 2. britiske korps. Det britiske 3. korps under generalløjtnant Ronald Adam blev senere tilføjet til de britiske styrker. Yderligere 9.392 mand fra Royal Air Force (RAF) under kommando af Air Vice-marshal Patrick Playfair skulle støtte operationerne i Belgien. I maj 1940 var B.E.F vokset til 394.165 mand, hvoraf over 150.000 var indsat bag fronten og ikke havde større militær træning. Den 10. maj 1940 bestod B.E.F af blot 10 divisioner, som ikke alle var ved fuld styrke, 1.280 stykker artilleri og 310 kampvogne.

### Tyske styrker
Heeresgruppe B var underlagt general Fedor von Bock. Den omfattede 26 infanteri- og tre panserdivisioner ved invasionen af Holland og Belgien. Af de tre panserdivisioner skulle 3. og 4. panserdivision operere i Belgien under 6. armés 16. armékorps. 9. panserdivision var tilknyttet den 18. armé, som efter slaget om Holland skulle støtte fremstødet ind i Belgien sammen med 18. armé og dække dens nordlige flanke. Der var 808 kampvogne i Heeregruppe B, hvoraf 282 var af typen Panzer I, 288 var Panzer II, 123 var Panzer III og 66 var Panzer IV-kampvogne; 49 SdKfz 265 Panzerbefehlswagen kommandovogne blev også indsat. 3. panserdivisions panserregimenter bestod af 117 Panzer I, 128 Panzer II, 42 Panzer III, 26 Panzer IV og 27 SdKfz 265 kommandovogne. 4. panserdivision havde 136 Panzer I, 105 Panzer II, 40 Panzer III, 24 Panzer IV og ti SdKfz 265 kommandovogne. 9. panserdivision, som oprindelig var tiltænkt operationer i Holland var den svageste division med kun 30, 54, 123, 66 og 49 af de forskellige typer.
Enhederne fra 7. luftbårne division og 22. luftlandedivision, som skulle deltage i angrebet mod Fort Eben-Emael, fik betegnelsen Sturmabteilung Koch efter enhedens chef kaptajn Walter Koch. Styrken blev samlet i november 1939. Den bestod fortrinsvis af faldskærmstropper fra 1. faldskærmsregiment og ingeniørtropper fra 7. luftbårne division samt en mindre gruppe piloter fra Luftwaffe.
Luftwaffe indsatte 1.815 kampfly, 487 transportfly og 50 svævefly i angrebet på Holland og Belgien.
De indledende luftangreb i belgisk luftrum skulle gennemføres af IV. Fliegerkorps under General der Flieger Generaloberst Alfred Keller. Kellers styrke bestod af Lehrgeschwader 1 (Stab. I., II., III., IV.), Kampfgeschwader 30 (Stab. I., II., III.) og Kampfgeschwader 27 (III.). Den 10. maj havde Keller 363 fly hvoraf de 224 var klar til indsats hertil kom Generalmajor Wolfram von Richthofens VIII. Fliegerkorps med 550 fly, hvoraf de 420 var klar til indsats. De blev støttet af oberst Kurt-Bertram von Dörings Jagdfliegerführer 2 med 462 jagere, hvoraf de 313 var klar til indsats.
Kellers hovedkvarter for IV. Fliegerkorps lå i Düsseldorf, hvor Lehrgeschwader 1 opererede fra. KG 30 lå ved Oldenburg og dens III. Gruppe lå ved Marx. Støtte til Döring og Von Richthofen kom fra Nordrhein-Westfalen og baser i Grevenbroich, Mönchengladbach, Dortmund og Essen.

## Slaget

### 10. – 11. maj: Grænseslagene
I løbet af aftenen den 9. maj tilkendegav den belgiske militærattaché i Berlin, at tyskerne ville angribe den følgende dag. Offensive bevægelser af fjendtlige styrker blev konstateret ved grænsen.
Klokken 0:10 den 10. maj slog en uspecificeret eskadron i hovedkvarteret i Bruxelles alarm. Fuld alarmtilstand blev iværksat klokken 1:30. Belgiske styrker gik i stilling.
Omkring kl. 4:00 blev de første luftangreb gennemført mod flyvepladser og kommunikationscentre. De Allierede iværksatte deres Dyle-plan om morgenen den 10. maj og nærmede sig det belgiske bagland. Kong Leopold var taget til sit hovedkvarter nær Briedgen ved Antwerpen.
Luftwaffe skulle være spydspids i luftkrigen over Holland og Belgien. Dets første opgave var at eliminere det belgiske luftvåben. Trods en overvældende overlegenhed på 1.375 fly, hvoraf de 957 var klar til indsats, var luftkrigen i Belgien samlet set en begrænset succes. Den havde trods det en enorm effekt på det belgiske luftvåben, som kun havde 179 fly den 10. maj.
En stor del af succesen skyldtes Richthofens underordnede især KG 77 og dens chef oberst Dr. Johann-Volkmar Fisser hvis tilknytning til VIII. Fliegerkorps blev bemærket af generalmajor Wilhelm Speidel, der skrev "...var resultatet af den velkendte tendens fra den kommanderende general til at føre sin egen private krig". Fissers KG 77 (Dornier Do 17 og Heinkel He 111) ødelagde det belgiske luftvåbens vigtigste baser med hjælp fra KG 54 (He 111 og Junkers Ju 88). Jagere fra JG 27 fjernede to eskadriller ved Neerhepsen, og i løbet af eftermiddagen ødelagde I./St.G 2 (Stuka) ni af de 15 Fiat CR.42 jagere ved Brusthem. Den eneste anden sejr var KG 27's ødelæggelse af 8 fly ved Belesle. I alt 83 maskiner – fortrinsvis træningsfly og "hangardronninger" blev ødelagt. Det belgiske luftvåben fløj kun 146 missioner i de første 6 dage, og mellem den 16. og 28. maj blev det kun til 77 operationer. Man brugte det meste af tiden på at trække sig tilbage og støtte tilbagetrækningen mod Luftwaffes angreb.
De tyske planlæggere havde erkendt behovet for at fjerne Fort Eben-Emael for at kunne bryde ind i det indre Belgien. De besluttede at indsætte luftbårne styrker (Fallschirmjäger) som skulle lande indenfor fortets område ved hjælp af svævefly.
Ved hjælp af særlige sprængladninger og flammekastere til at ødelægge forsvarsstillingerne rykkede faldskærmstropperne herefter ind i fæstningen. Under det efterfølgende slaget ved Fort Eben-Emael overvandt tysk infanteri forsvarerne fra det 1. belgiske korps' 7. infanteridivision i løbet af 24 timer. Den belgiske hovedforsvarslinje var blevet gennembrudt, og tysk infanteri fra 18. armé trængte herefter hurtigt gennem hullet. Hertil kom, at tyske soldater havde etableret brohoveder ved Albertkanalen inden briterne nåede frem 48 timer senere. De belgiske Chasseurs Ardennais længere sydpå trak sig efter ordre fra deres chef tilbage over Meuse og ødelagde broerne.
Andre vellykkede tyske luftbårne angreb blev gennemført i Luxembourg, hvor fem overgange og forbindelsesveje til Frankrig blev erobret. Operationerne, som blev udført af 125 frivillige fra 34. infanteridivision under kommando af Wenner Hedderich blev gennemført ved at soldaterne blev fløjet til deres mål i Fieseler Fi 156 Storch fly. Operationen kostede fem mistede fly og 30 døde.
Med fortet taget stod den 4. og 7. belgiske infanteridivision overfor udsigten til at skulle kæmpe mod fjenden i terræn, som var forholdsvis velegnet til kampvogne. 7. division med sine 2. og 18. grenaderregimenter og 2. Carabineers, kæmpede for at holde sine stillinger og inddæmme det tyske infanteri på vestbredden. De belgiske enheder var involveret i adskillige modangreb. Ved Briedgen lykkedes det dem at generobre broen og sprænge den i luften. På de andre steder, Vroenhoven og Veldwezeltz, havde tyskerne haft tid til at etablere kraftige brohoveder og slog angrebene tilbage.
En forholdsvis ukendt tredje luftbåren operation, Operation Niwi, blev også gennemført den 10. maj i det sydlige Belgien. Målet for denne operation var landsætte to kompagnier fra 3. bataljon af Großdeutschland infanteriregimentet med Fi 156 fly ved Nives og Witry i den sydlige del af landet for at rydde en vej for 1. og 2. panserdivision, som rykkede gennem de Belgisk-luxembourgske Ardenner. Den oprindelige plan involverede brugen af Junkers Ju 52 transportfly, men Fi 156 kunne lande på blot 27 meter, og der blev indsat 200 af disse fly ved angrebet. De operationelle mål for missionen var at:
1. Afskære kommunikations- og forbindelseslinjer på Neufchâteau–Bastogne og Neufchâteau–Martelange vejene. (Neufchâteau var den største by i det sydlige Belgien) 

2. Forhindre overførsel af reserver fra Neufchâteau-området

3. Fremme erobringen af bunkers og fremrykningen ved at lægge pres bagfra på rækken af bunkers langs grænsen.
Det tyske infanteri kom i kamp med adskillige belgiske patruljer, som var udstyret med T-15 panservogne. Adskillige belgiske modangreb blev slået tilbage, bl.a. et angreb fra 1. lette ardenner-infanteridivision. Uden støtte stod tyskerne senere om aftenen overfor et modangreb fra enheder af den 5. franske kavaleridivision, som var blevet sendt af sted af general Charles Huntziger fra 2. franske armé, som havde "massive" kampvognsstyrker. Tyskerne blev tvunget til at trække sig tilbage. Franskmændene undlod imidlertid at forfølge de flygtende tyske enheder, og stoppede ved en falsk spærring. Den næste morgen var 2. panserdivision nået ind i området, og opgaven var stor set blevet løst. Fra tysk synsvinkel var operationen mere en hindring end en støtte for Heinz Guderians panserkorps. Regimentet havde blokeret vejene og mod alle odds forhindret franske forstærkninger i at nå den belgisk-fransk-luxembourgske grænse, men den havde også ødelagt belgiske telefonlinjer. Dette forhindrede tilfældigvis den belgiske generalstab i at kalde sine tropper langs grænsen tilbage. Den 1. belgiske lette infanteri fik ikke melding om at trække sig tilbage og kom i alvorlige ildkampe med tyske kampvogne, hvilket forsinkede den tyske fremrykning.
De fransk-belgiske styrkers mislykkede forsøg på at holde hullet i Ardennerne var en fatal fejl. Belgierne havde trukket sig tilbage ved invasionen og havde sprængt og blokeret ruter som franske enheder skulle bruge under deres fremrykning nordpå mod Namur og Huy. De tyske ingeniørtropper havde uhindret fjernet forhindringerne. Forsinkelsen, som det belgiske lette ardennerinfanteri, som blev anset for en eliteenhed, kunne have påført de fremrykkende tyske panserdivisioner, blev dokumenteret af kampen om Bodange, hvor 1. panserdivision blev bremset i alt 8 timer. Dette slag skyldtes et nedbrud i kommunikationsforbindelserne og var i modstrid med den belgiske hærs operative hensigter.
Efter at det ikke var lykkedes belgierne at genskabe fronten med landstyrker i den centrale belgiske sektor, forsøgte belgierne at bombe broer og stillinger, som tyskerne havde erobret uskadt og holdt den 11. maj. En ikke navngivet eskadrille, som gjorde forsøget, mistede 11 ud af 12 fly i løbet af en mission. Tilkæmpningen af tysk luftherredømme blev i første række gennemført af Jagdgeschwader 26 under kommando af Hans-Hugo Witt, som var ansvarlig for 82 af de tyske formentlige nedskydninger mellem 11. og 13. maj.
Trods de tyske jagerstyrkers tilsyneladende succes, var luftslaget ikke ensidigt. Om morgenen den 11. maj blev 10 Junkers Ju 87 Stukaer fra Sturzkampfgeschwader 2 skudt ned under angreb på belgiske styrker i Namur–Dinant hullet, selv om der var to andre Jagdgeschwader i området —Jagdgeschwader 27 og 51. Trods det rapporterede tyskerne en svækkelse af de Allieredes modstand i luften i det nordlige Belgien den 13. maj.
Om natten den 11. maj nåede den 3. britiske infanteridivision under kommando af generalmajor Bernard Law Montgomery, sine stillinger ved Dyle-floden nær Leuven. Da de nåede frem troede den 10. belgiske infanteridivision, som holdt stillingen, at der var tale om tyske faldskærmstropper og tog dem under beskydning. Belgierne nægtede at give efter, men Montgomery hævdede at have fået sin vilje ved at lade sig underlægge de belgiske styrkers kommando velvidende at belgierne ville trække sig tilbage, når tyskerne kom indenfor artilleriafstand.
Alan Brooke, lederen af det 2. britiske korps, forsøgte at få løst spørgsmålet om samarbejde med Kong Leopold. Kongen diskuterede sagen med Brooke, som mente at man kunne nå et kompromis. Van Overstraeten, kongens militærrådgiver, trådte til og sagde at den 10. belgiske infanteridivision ikke kunne flyttes. I stedet skulle briterne rykke længere sydpå og holde sig helt væk fra Bruxelles. Brooke fortalte kongen, at den 10. belgiske division var på den forkerte side af Gamelin-linjen i en udsat position. Leopold henviste til sin rådgiver og stabschef. Brooke fandt at Overstaeten manglede kendskab til situationen og placeringen af B.E.F. Den venstre flanke af B.E.F var nu afhængig af sin belgiske allierede, og briterne var usikre på belgiernes militære evner.
De Allierede havde mere alvorlige grunde til at være utilfreds med de belgiske panserspærringer langs Dyle-linjen, som dækkede hullet mellem Namur–Perwez, der ikke var dækket af naturlige forhindringer. Kun få dage inden angrebet havde det britiske hovedkvarter opdaget at belgierne havde placeret deres panserspærringer adskillige kilometer øst for Dyle mellem Namur og Perwez.
Efter at have holdt stand på Albertkanalens vestlige bred i næsten 36 timer trak den 4. og den 7. belgiske infanteridivision sig tilbage. Erobringen af Fort Eben-Emael gjorde det muligt for tyskerne at fremføre kampvognene fra 6. armé. De belgiske divisioner havde derfor valget mellem enten at trække sig tilbage eller at blive omringede. Tyskerne var trængt forbi Tongres og kunne nu dreje sydpå til Namur, hvilket ville true med at omringe alle stillingerne langs hele Albertkanalen og ved Liege. Under disse omstændigheder trak begge divisioner sig tilbage. Om aftenen den 11. maj trak den belgiske overkommando sine styrker tilbage til linjen Namur–Antwerpen. Den følgende dag ankom den 1. franske armé til Gembloux, nær Hannut, for at dække "Gemblouxhullet". Det var et fladt område uden forberedte stillinger.
Den 7. franske armé på nordflanken af den belgiske linje beskyttede aksen Brugge–Ghent–Ostende og var for at dække kanalhavnene rykket gennem Belgien og ind i Holland i fuld fart. Den nåede Breda i Holland den 11. maj, men tyske faldskærmstropper havde taget Moerdijk dæmningsvejen ved Meuse-floden og delt Holland i to. Den hollandske hær trak sig nordpå til Rotterdam og Amsterdam, hvilket gjorde det umuligt for franskmændene at skabe forbindelse.
Den 7. franske armé fortsatte østpå og mødte tyskernes 9. panserdivision omkring 20 km øst for Breda ved Tilburg. Slaget førte til at franskmændene trak sig tilbage under angreb fra Luftwaffe til Antwerpen. Den bidrog siden til forsvaret af byen. Luftwaffe havde givet angreb på den 7. armés spydspidser ind i Holland høj prioritet, da de truede brohovedet ved Moerdijk. Kampfgeschwader 40 og Kampfgeschwader 54 med støtte fra Stukaer fra VIII. Fliegerkorps hjalp med til at drive dem tilbage. Frygt for at allierede forstærkninger skulle nå frem til Antwerpen tvang Luftwaffe til at dække Scheldemundingen. KG 30 bombede og sænkede to hollandske kanonbåde og tre hollandske destroyere samt beskadigede to af Royal Navys destroyere alvorligt, men samlet set havde bombeangrebene begrænset effekt.

### 12. – 14. maj: Slagene på sletten i det centrale Belgien
Om natten mellem den 11. og 12. maj var belgierne i fuld gang med at trække sig tilbage til Dylelinjen dækket af sprængninger og bagtropper langs Tongres.
Om morgenen den 12. maj mødtes Kong Leopold 3., general van Overstraeten, Frankrigs statsminister Édouard Daladier, general Alphonse Georges (chef for 1. allierede armégruppe, som omfattede B.E.F og de franske 1., 2., 7. og 9. arméer), general Gaston Billotte (koordinator af allierede hære) og general Henry Royds Pownall, Gort's stabschef til en konference nær Mons. Det blev besluttet, at den belgiske hær skulle bemande fronten mellem Antwerpen og Leuven, mens dens allierede tog ansvar for forsvaret længst mod nord og længst mod syd i landet.
Det belgiske 3. armékorps og dets 1. Chasseurs Ardennais samt 2. og 3. infanteridivision havde trukket sig tilbage fra befæstningerne ved Liege for at undgå omringning. Et regiment, Liege fæstningsregimentet, blev tilbage for at forstyrre de tyske kommunikationslinjer. Længere mod syd kæmpede fæstningen i Namur, som var bemandet med det belgiske 6. korps' 5. infanteridivision, 2. Chasseurs Ardennais samt den 12. franske infanteridivision en henholdende kamp og deltog i en masse demoleringsarbejde, mens de holdt stillingen.
Hvad belgierne angik havde de løst den eneste uafhængige opgave, som de havde fået: at holde linjen fra Liege langs Albertkanalen længe nok til at de allierede enheder kunne nå frem til linjen Namur–Antwerpen–Givet. I resten af felttoget gennemførte belgierne deres operationer i overensstemmelse med den overordnede allierede plan.
Den belgiske bagtrop var fortsat i kamp mens andre belgiske enheder, som allerede var nået til Dyle-linjen utrætteligt arbejdede på at skaffe sig bedre forsvarsstillinger i hullet mellem Leuven og Antwerpen. 2. spejderregiment og 2. cykelkarabinierer fra 2. belgiske kavaleridivision dækkede 4. og 7. belgiske divisions tilbagetrækninger og udmærkede sig især i slaget ved Tirlemont og slaget ved Haelen.
Under indtryk af tilbagetrækningen til hovedforsvarslinjen, som nu blev støttet af de britiske og franske arméer udstedte Kong Leopold følgende proklamation for at styrke moralen ovenpå nederlaget ved Albertkanalen:
Soldater

Den belgiske hær, som brutalt er blevet angrebet ved et overraskelsesangreb uden lige, og som er i kamp med bedre udstyrede tropper som har fordel af et formidabelt luftvåben, har i tre dage gennemført vanskelige operationer, hvis succes er af den yderste vigtighed for resultatet af det igangværende slag og krigen.

Disse operationer forlanger af os alle – officerer og menige – en ekstraordinær indsats, som fortsætter dag og nat, trods en moralsk anspændelse, som går til det yderste, ved synet af de ødelæggelser, som skyldes en nådesløs invasionsstyrke. Uanset hvor svær prøvelsen måtte være, vil I tappert komme igennem den.

Vor stilling forbedres time for time. Rækkerne sluttes. I de kritiske dage, som ligger foran os, skal I samle al jeres energi, og yde alle ofre for at stoppe invasionen. 

Ligesom de gjorde i 1914 ved Yser således stoler de franske og britiske tropper nu på jer: Rigets sikkerhed og ære ligger i jeres hænder.

Leopold. 
For de Allierede var belgiernes manglende evne til at holde fast ved den østlige grænse (hvor man regnede med at de kunne holde ud i to uger) en skuffelse. De allierede stabschefer havde forsøgt at undgå bevægelseskrig i felten uden stærke faste stillinger at falde tilbage til og håbede på, at den belgiske modstand ville vare længe nok til at en defensiv linje kunne blive etableret. Trods det indtraf der en kort pause i kampene ved Dylefronten den 11. maj, hvilket gav de allierede hære tid til at komme i stilling inden det første store angreb blev indledt den følgende dag. Allieret kavaleri var i stilling, mens infanteri og artilleri nåede knap så hurtigt frem til fronten ad jernbanen. Uden at de var klar over det, var den 1. allierede armégruppe og den belgiske hær mere talstærk og slagkraftig end Walter von Reichenau's 6. tyske armé.
Om morgenen den 12. maj efter pres fra belgierne og af situationen i det hele taget gennemførte Royal Air Force og det franske Armée de l'Air adskillige luftangreb mod det tysk besatte Maastricht og broerne over Meuse for at forhindre tyske styrker i at strømme ind i Belgien. 74 togter var blevet gennemført af de Allierede siden d. 10. maj. Den 12. maj blev 11 ud af 18 franske Breguet 693 bombefly skudt ned. RAF's Advanced Air Striking Force, som omfattede den største allierede bombeflystyrke, var nede på 72 fly ud af 135 den 12. maj. I de følgende 24 timer blev luftangreb udsat, da det tyske antiluftskyts og jagerforsvar var for stærkt.
Resultaterne af bombardementerne er vanskelige at vurdere. Det tyske 19. armékorps' krigsdagbog opsummerer situationen kl. 20 den 14. maj således:
Færdiggørelsen af den militære bro ved Donchery er ikke afsluttet som følge af kraftig artilleribeskydning i flanken og lange bombeangreb mod overgangsstedet … Gennem hele dagen har alle tre divisioner måttet udholde konstante luftangreb – især ved overgangsstederne. Vor jagerbeskyttelse er utilstrækkelig. Anmodninger (om yderligere jagerbeskyttelse) er fortsat forgæves.
Luftwaffe's operationer omfatter en bemærkning om "ihærdig fjendtlig jageraktivitet under hvilken især vor nær-rekognoscering er alvorligt generet". Trods det blev der givet utilstrækkelig beskyttelse til RAF's bombefly mod den tyske modstand over målområderne. I alt gik 45 ud af 109 Fairey Battle og Bristol Blenheim, som havde angrebet fjendtlige kolonner og kommunikationslinjer i Sedan området tabt. Den 15. maj blev bombeangreb i dagslys betydelig indskrænket. Af 23 fly, som blev indsat, vendte de fire ikke tilbage. På grund af tilstedeværelsen af allierede jagere, fremgår det af 19. tyske armékorps' krigsdagbog at: "Korpset har ikke længere egne langtrækkende rekognosceringseskadriller til rådighed … de kan ikke længere gennemføre ihærdig omfattende rekognoscering som følge af tab. Over halvdelen af deres fly er ikke længere til rådighed."
De alvorligste kampe den 12. maj var starten på slaget ved Hannut (12.–14. maj). Mens den tyske Heeresgruppe A rykkede frem gennem de Belgiske Ardenner, indledte Heeresgruppe B's 6. armé en offensiv mod Gemblouxhullet. Gembloux lå på den belgiske slette. Det var et ubefæstet område i den belgiske hovedforsvarslinje. Hullet strakte sig fra den sydlige ende af Dyle-linjen fra Wavre mod nord til Namur mod syd over en strækning på 20-30 km. Efter at have angrebet ud af frontfremspringet ved Maastricht og besejret det belgiske forsvar af Liege, hvilket tvang det 1. belgiske korps til at trække sig tilbage, indledte den tyske 6. armés 16. pansrede/motoriserede korps under kommando af general Erich Hoepner en offensiv med 3. og 4. panserdivision i det område, hvor franskmændene fejlagtigt ventede det tyske hovedfremstød.
Hullet ved Gembloux blev forsvaret af den franske 1. armé med 6 elitedivisioner heriblandt 2. og 3. lette motoriserede division. Prioux kavalerikorpset under kommando af Rene-Jacques-Adolphe Prioux skulle rykke 30 km østpå fra linjen for at danne en afskærmning af bevægelsen. De 1. og 2. franske panserdivisioner blev flyttet ind bag den 1. franske armé for at forsvare dens hovedforsvarslinje i dybden. Prioux kavalerikorpset var styrkemæssigt lig med et tyske panserkorps og skulle besætte en afskærmningslinje på aksen Tirlemont–Hannut–Huy. Ifølge operationsplanen skulle korpset forsinke den tyske fremrykning mod Gembloux og Hannut indtil hovedstyrken af den 1. franske armé havde nået Gembloux og gravet sig ned.
Hoepners panserkorps og Prioux' kavaleri stødte frontalt sammen nær Hannut den 12. maj. I modstrid med hvad mange tror, var tyskerne ikke i overtal i forhold til franskmændene. Ofte nævnes tal på 623 tyske og 415 franske kampvogne. De tyske 3. og 4. panserdivisioner havde hhv. 280 og 343 kampvogne. 2. og 3. lette motoriserede division rådede over 176 Somua og 239 Hotchkiss H35 kampvogne. Hertil kom et betydeligt antal Renault AMR-ZT-63 lette kampvogne i kavalerikorpset. R35 var på lige fod eller bedre end Panzer I og Panzer II hvad angik pansring. Dette gælder endnu mere de 90 Panhard 178 panservogne i den franske hær. Deres 25 mm hovedkanon kunne gennemtrænge pansringen på Panzer IV. Hvad angik kampvogne, som kunne deltage og overleve en kamp mellem kampvogne havde tyskerne kun 73 Panzer III og 52 Panzer IV. Franskmændene havde 176 SOMUA og 239 Hotchkiss. Tyske kampvognsenheder rådede også over 486 Panzer I og II, som var af tvivlsom værdi i kamp, givet deres tab under det polske felttog.
De tyske styrker kunne kommunikere via radio under slaget, og de kunne derfor ændre tyngden i angrebet uden videre. Tyskernes taktik gik ud på at anvende forskellige våbengrene, mens den franske taktik var stiv og lineær som under 1. verdenskrig. Franske kampvogne var ikke udstyret med radioer, og ofte måtte kampvognsenhedernes ledere kravle ud af deres kampvogne for at kunne afgive ordrer. Trods de svagheder som tyskerne havde med hensyn til pansring, lykkedes det dem at få overtaget i slaget om morgenen den 12. maj, hvor de omringede flere franske bataljoner. Kampkraften i den 2. lette franske motoriserede division var tilstrækkelig til at overvinde den tyske omringning. I modsætning til de tyske rapporter var den første dags slag en sejr for franskmændene, som forhindrede et tysk gennembrud til Gembloux eller erobring af Hannut. Resultatet af den første dags slag var:
Virkningen på de lette tyske kampvogne var katastrofal. Næsten alle franske våben fra 25 mm og op gennembrød 7-13 mm-panseret på Panzer I. Selv om Panzer II klarede sig noget bedre, især de som var blevet opgraderet efter felttoget i Polen, var deres tab store. Besætningerne i disse lette kampvogne var så frustrerede over at møde bedre pansrede franske køretøjer, at nogle greb til desperate tiltag. En beretning fortæller om en tysk vognkommandør, som forsøgte at klatre op på en Hotchkiss H-35 med en hammer, formentlig for at ødelægge kampvognens periskop, men faldt af under forsøget og blev knust under kampvognens bælter. Ved dagens slutning havde Prioux bestemt god grund til at hævde at hans kampvogne havde klaret sig bedst. Slagmarken omkring Hannut var overstrøet med ødelagte kampvogne – hvoraf hovedparten var tyske Panzer I og II.
Den følgende dag blev franskmændene ramt af deres dårlige taktiske dispositioner. De spredte deres kampvogne tyndt over en bred front mellem Hannut og Huy, så der ikke var noget forsvar i dybden, hvilket fra starten var formålet med at sende de tyske kampvogne til hullet ved Gembloux. Dette gav Hoepner en mulighed for at koncentrere sine kampvogne mod en af de lette franske divisioner (3. DLM) og bryde igennem i denne sektor. Uden reserver bag fronten havde franskmændene berøvet sig selv muligheden for et modangreb. Med gennembruddet lykkedes det det tyske panserkorps at udmanøvrere 2. DLM på dens venstre flanke. Det 3. belgiske armékorps, som var under tilbagetrækning fra Liege tilbød at støtte den franske front, som blev holdt af 3. DLM, men dette tilbud blev afvist.
Den 12. og 13. maj mistede 2. DLM ingen kampvogne, mens 3. DLM mistede 30 SOMUA og 75 Hotchkiss.
Franskmændene havde uskadeliggjort 160 tyske kampvogne; men da den dårlige opstilling havde givet tyskerne mulighed for at bryde igennem i et punkt, måtte hele slagmarken rømmes. Tyskerne reparerede næsten tre fjerdedele af deres kampvogne. 49 var ødelagt og 111 blev reparerede. De havde 60 dræbte og yderligere 80 sårede. Hvad angik tab på slagmarken havde slaget ved Hannut resulteret i at franskmændene ødelagde 160 tyske kampvogne mens de selv mistede 105. Prioux havde opfyldt sin taktiske opgave og trak sig tilbage.
Hoepner forfulgte franskmændene mens de trak sig tilbage. Da han var utålmodig ventede han ikke på at hans infanteridivisioner nåede frem. I stedet håbede han på at kunne fortsætte med at trænge franskmændene tilbage så de ikke fik tid til at etablere en sammenhængende front. Tyske enheder forfulgte fjenden til Gembloux. Panserkorpset stødte på retirerende franske kolonner og tilføjede dem store tab. Forfølgelsen skabte alvorlige problemer for det franske artilleri. Linjerne var så tæt på hinanden, at der var en særdeles reel fare for at man kom til at beskyde egne tropper. Alligevel tvang franskmændene, som opstillede en ny kampvognsafskærmning, Hoepner, som manglede infanteristøtte, til at angribe stillinger frontalt. Under det følgende slag ved Gembloux rapporterede de to panserdivisioner store tab i løbet af den 14. maj, og de blev tvunget til at sætte tempoet i forfølgelsen ned. De tyske forsøg på at erobre Gembloux blev slået tilbage.
Selv om de havde lidt talrige taktiske tilbageslag, lykkedes det tyskerne taktisk at aflede den første allierede armégruppe fra den nedre del af Ardennerne. Samtidig lykkedes det Hoepner i samarbejde med Luftwaffe at udmatte Prioux' kavalerikorps. Da nyheden om det tyske gennembrud ved Sedan nåede Prioux, trak han sig tilbage fra Gembloux. Da hullet ved Gembloux således var åbent var det tyske panserkorps i form af 3. og 4. panserdivision ikke længere nødvendigt i Heeresgruppe B og blev overdraget til Heeresgruppe A. Heeresgruppe B fortsatte på egen hånd med at gennemtvinge et sammenbrud af fronten ved Meuse. Heeresgruppe A var nået til et punkt hvor den kunne fortsatte vestpå mod Mons, omgå B.E.F og den belgiske armé, som beskyttede Dyle–Bruxelles sektoren eller dreje syd på og omgå den 9. franske armé.
De tyske tab havde været store ved Hannut og Gembloux. 4. panserdivision rådede kun over 137 kampvogne den 16. maj, heriblandt blot 4 Panzer IV. 3. panserdivision havde kun 20–25 % af sin operationsklare styrke tilbage, mens 45-50 % af kampvognene i 4. panserdivision ikke var klar til kamp. Beskadigede kampvogne blev hurtigt repareret, men styrken var i starten alvorligt svækket.
Den 1. franske armé havde også lidt alvorlige tab, og trods det at den havde vundet adskillige defensive taktiske sejre, var den tvunget til at trække sig tilbage den 15. maj på grund af udviklingen på andre fronter, så dens beskadigede kampvogne måtte efterlades, mens tyskerne havde mulighed for at hente deres beskadigede kampvogne ind til reparation.

### 15. – 21. maj: Modangreb og tilbagetrækning til kysten
Om morgenen den 15. maj brød den tyske Heeresgruppe A gennem fronten ved Sedan og havde nu fri passage til den engelske kanal. De Allierede overvejede en generel tilbagetrækning fra den belgiske fælde. Tilbagetrækningen ville ske i tre trin: om natten den 16.-17. maj til floden Senne, den følgende nat til floden Dendre og om natten den 18. – 19. maj til Schelde. Belgierne var tøvende overfor at opgive Bruxelles og Leuven, især da Dyle-linjen havde modstået det tyske pres godt.
Den belgiske armé, B.E.F. og den 1. franske armé blev som dominobrikker beordret eller tvunget til at trække sig tilbage den 16. maj for at undgå at deres sydflanker blev omgået af de tyske panserstyrker, som rykkede frem gennem de Franske Ardenner og den 6. tyske armé, som rykkede frem gennem hullet ved Gembloux. Den belgiske hær holdt stand mod den 14. tyske armé langs K.W linjen sammen med den 7. franske armé og britiske styrker. Havde det ikke været for den 2. franske armés kollaps ved Sedan havde belgierne været sikre på at de kunne stoppe den tyske fremrykning.
Situationen krævede at franskmænd og briter opgav Antwerpen–Namur linjen og de stærke stillinger her til fordel for improviserede stillinger bag Schelde, uden at de stod overfor alvorlig modstand. I syd trak general Deffontaine fra det 7. belgiske armékorps sig tilbage fra Namur- og Liege-regionerne, fæstningsregionen Liege ydede hård modstand mod den 6. tyske armé. Mod nord blev 7. armé forlagt til Antwerpen efter hollændernes kapitulation den 15. maj, men blev derefter overført til at støtte den franske 1. armé. I centrum var den belgiske armé og B.E.F ikke udsat for større tysk pres. Den 15. maj var det eneste område, der blev angrebet det omkring Leuven, som blev forsvaret af den 3. britiske division. Herefter blev B.E.F ikke forfulgt ihærdigt under tilbagetrækningen til Schelde.
Efter tilbagetrækningen af den franske hær fra den nordlige sektor var det overladt til belgierne at bevogte den befæstede by Antwerpen. Fire infanteridivisioner – heriblandt den 13. og den 17. reserveinfanteridivision kom i kamp med de tyske 208., 225. og 526. infanteridivisioner. Belgierne forsvarede med held den nordlige del af byen og forsinkede de tyske infanteristyrker, mens tilbagetrækningen fra Antwerpen blev indledt den 16. maj. Byen faldt den 18.-19. maj efter betydelig belgisk modstand. Den 18. maj fik belgierne besked om at Fort Marchovelette i Namur var faldet; Suarlee faldt den 19. maj; St. Heribert og Malonne den 21. maj; Dave, Maizeret og Andoy den 23. maj.
Den 16. og 17. maj trak de britiske og franske styrker sig tilbage bag Willebroekkanalen i takt med at mængden af allierede styrker i Belgien blev mindre og rykkede imod det tyske panserfremstød gennem Ardennerne. Det belgiske 1. og 5. armékorps trak sig samtidig tilbage til det som belgierne kaldte Ghentbrohovedet bag Dendre og Schelde. Det belgiske artillerikorps og dets infanteristøtte besejrede angreb fra 18. armés infanteri og i et communique fra London anerkendte briterne at "den belgiske hær har bidraget meget til den succes som det defensive slag, der nu udkæmpes, har haft".
Trods det opgav de nu undertallige belgiere Bruxelles, og regeringen flygtede til Ostende. Byen blev besat af den tyske hær den 17. maj. Næste morgen fik Hoepner, som havde kommandoen over det tyske 16. armékorps ordre til at frigive 3. og 4. panserdivision til Heeresgruppe A. Dette efterlod 9. panserdivision, som var knyttet til 18. armé, som den eneste pansrede enhed på den belgiske front.
Den 19. maj var tyskerne kun få timer fra at nå den franske kanalkyst. Gort havde opdaget, at franskmændene hverken havde planer eller reserver og ikke havde meget håb om at stoppe det tyske fremstød mod kanalen. Han var bekymret over at den franske 1. armé på sin sydlige flanke var blevet til en desorganiseret masse af "cigaretskodder", og frygtede, at tyske panserenheder kunne dukke op på deres højre flanke ved Arras eller Péronne og støde frem mod kanalhavnene i Calais eller Boulogne eller mod nordvest ind i den britiske flanke. Da deres stilling i Belgien var særdeles udsat overvejede B.E.F. at opgive Belgien og trække sig tilbage til Ostende, Brugge eller Dunkerque, den sidste lå ca. 10-15 km inde på fransk område.
Forslagene om en strategisk britisk tilbagetrækning fra kontinentet blev afvist af krigskabinettet i London og chefen generalstaben. De sendte general Ironside af sted for at meddele Gort deres beslutning og beordre ham til at gennemføre en offensiv mod sydvest "gennem al modstand" for at nå den "franske hovedstyrke" mod syd (de stærkeste franske styrker lå faktisk mod nord). Den belgiske hær blev bedt om at indordne sig under planen, eller hvis de hellere ville det, få evakueret så mange tropper som muligt af Royal Navy. Den britiske regering besluttede at selv om "Somme offensiven" blev gennemført med succes ville der stadig være nogle enheder, som måske skulle evakueres, og gav admiral Ramsay ordre til at samle et stort antal skibe. Dette var begyndelsen på Operation Dynamo.
Ironside ankom til det britiske hovedkvarter kl. 6 om morgenen den 20. maj, samme dag som forbindelserne over land mellem Frankrig og Belgien blev afskåret. Da Ironside redegjorde for sine forslag for Gort, svarede Gort. at et sådant angreb var umuligt. Syv af hans ni divisioner var i indsat ved Schelde og selv om det var muligt at trække dem tilbage, ville de skabe et hul mellem belgierne og briterne som tyskerne kunne udnytte til at omringe belgierne. B.E.F havde på daværende tidspunkt været i bevægelse og i kamp i ni dage, og var nu ved at mangle ammunition. Den største indsats måtte gøres af franskmændene mod syd.
Den belgiske holdning til enhver offensiv blev fastslået af Kong Leopold 3. Efter hans mening kunne den belgiske hær ikke gennemføre offensive operationer overhovedet, da den manglede kampvogne og fly. Den kunne kun forsvare sig. Kongen gjorde det også klart, at i det stadig mindre område af Belgien som stadig var frit var der kun fødevarer til 2 uger. Leopold forventede ikke, at B.E.F skulle sætte sin egen stilling på spil for at holde forbindelse til den belgiske hær, men han advarede briterne om, at hvis de holdt fast i en sydgående offensiv ville belgierne blive strakt for langt, og deres hær ville kollapse. Kong Leopold foreslog, at den bedste løsning ville være at etablere et brohoved, som omfattede Dunkerque og de belgiske kanalhavne. Generalstabschefens vilje blev fulgt. Gort indsatte kun to infanteribataljoner og den eneste panserbataljon i B.E.F i angrebet, som trods nogle indledende taktiske sejre, ikke var i stand til at gennembryde den tyske front under slaget ved Arras den 21. maj.
I kølvandet på den mislykkedes "offensiv" blev belgierne bedt om at falde tilbage til Yser floden og beskytte de Allieredes venstre flanke og bagland. Kongens adjudant, general Overstraten sagde, at et sådant skridt ikke kunne gennemføres og ville føre til at den belgiske hær faldt fra hinanden. En anden plan om nye offensiver blev fremlagt. Franskmændene bad belgierne om at trække sig tilbage til Leie og briterne til den franske grænse mellem Maulde og Halluin. Belgierne skulle herefter forlænge deres front for at frigøre yderligere dele af B.E.F til angrebet. Den franske 1. armé skulle afløse yderligere to divisioner på højre flanke. Leopold tøvede overfor at gennemføre et sådant skridt, da det ville betyde at man opgav næsten hele Belgien. Den belgiske hær var udmattet og det var en enorm teknisk opgave, som ville tage for længe at gennemføre.
På dette tidspunkt konkluderede belgierne og briterne at franskmændene var slået, og at de allierede hære i kedlen ved den belgisk-franske grænse ville blive knust, hvis ikke man gjorde noget. Da briterne havde mistet tilliden til deres allierede, besluttede de at prøve at redde B.E.F.

### 22. – 28. maj: De sidste forsvarsslag
Den belgiske front havde om morgenen den 22. maj en længde på omkring 90 km. Fra nord mod syd lå først det belgiske kavalerikorps, som gjorde holdt ved Terneuzen. Herefter kom 5. korps, 2. korps, 6. korps, 7. korps og 4. korps side om side. Yderligere to signalkorps bevogtede kysten. Disse enheder holdt nu stort set østfronten mens B.E.F og franske styrker trak sig mod vest for at beskytte Dunkerque, som var sårbar overfor et tysk angreb den 22. maj. Østfronten forblev intakt, men belgierne lå nu i den sidste befæstede stilling ved Leie. 1. belgiske korps, med dele af to divisioner, havde været kraftigt involveret i kampene, og deres front var ved at være tyndt besat. På denne dag besøgte Winston Churchill fronten og pressede på for at få de franske og britiske arméer til at bryde ud fra nordøst. Han gik ud fra, at det belgiske kavalerikorps kunne støtte offensivens højre flanke. Churchill sendte følgende meddelelse til Gort:
1. At den belgiske hær skulle trække sig tilbage til linjen ved Yser og holde ud her, med sluserne åbnet.

2. At den britiske armé og den 1. franske armé skal angribe mod sydvest i retning af Bapaume og Cambrai snarest muligt, og senest i morgen, med omkring 8 divisioner og med det belgiske kavalerikorps til højre for briterne.
En sådan ordre overså den kendsgerning, at den belgiske hær ikke kunne trække sig tilbage til Yser, at der ikke var større chance for at belgisk kavaleri kunne deltage i angrebet. Planen for den belgiske tilbagetrækning var fornuftig. Yser-floden dækkede Dunkerque mod øst og syd, mens La Bassée kanalen dækkede fra vest.
Ringen ved Yser indskrænkede også dramatisk den belgiske hærs operationsområde. Et sådant træk ville have opgive Passchendaele og Ypres og ville helt sikkert have betydet erobring af Ostende så det ubesatte område af Belgien ville være blevet yderligere formindsket.
Den 23. maj forsøgte franskmændene at gennemføre en række offensiver mod den tyske forsvarslinje på aksen mellem Ardennerne og Calais, men opnåede ikke væsentlige gevinster. I mellemtiden kom belgierne under pres og trak sig yderligere tilbage, og tyskerne erobrede denne dag Terneuzen og Ghent. Belgierne havde også besvær med at transportere den olie, ammunition og forsyninger de havde tilbage. Luftwaffe havde herredømmet i luften og gjorde det farligt at gennemføre logistiske operationer. Luftstøtte kunne kun tilkaldes over radioen, og RAF opererede fra baser i det sydlige England, hvilket gjorde kommunikationen mere besværlig. Franskmændene nægtede belgierne at bruge Dunkerque, Bourbourg og Gravelines, som de oprindelig havde fået rådighed over. Belgierne var derfor tvunget til at bruge de eneste havne de havde tilbage i Nieuport og Ostende.
Churchill og Maxime Weygand, som havde overtaget kommandoen efter Gamelin, var fortsat fast besluttede på at bryde gennem den tyske front og evakuere de britiske og franske styrker sydpå. Da de meddelte deres hensigter til Kong Leopold og van Overstraten den 24. maj var sidstnævnte forbløffet. Et farligt hul var ved at åbne sig i fronten mellem briterne og belgierne mellem Ypres og Menen, og det truede resterne af den belgiske front. Belgierne kunne ikke lukke hullet, da dette ville have betydet at deres front blev for lang. Uden at konsultere franskmændene eller sin egen regering gav Gort straks ordre til at den britiske 5. og 50. infanteridivision skulle lukke hullet og opgive yderligere offensive operationer længere sydpå.
Om eftermiddagen den 24. maj havde von Bock sendt yderligere fire divisioner fra Reichenaus 6. armé mod det 4. belgiske korps' stillinger ved Kortrijk. Trods kraftig modstand lykkedes det tyskerne at krydse floden Leie om natten og skabe et 1½ km dybt brohoved over en 20 km lang front mellem Wijik og Kortrijk. Trods det havde belgierne tilføjet tyskerne store tab og havde vundet adskillige taktiske sejre over tyskerne. De belgiske 1., 3., 9. og 10. divisioner havde fungeret som forstærkninger og havde foretaget flere modangreb og taget 200 tyskere til fange. Belgisk artilleri og infanteri blev herefter udsat for kraftige luftangreb, hvilket besejrede dem. Belgierne beskyldte franskmændene og briterne for ikke at sikre dækning i luften. Det tyske brohoved afdækkede i farlig grad den østlige flanke af B.E.F's 4. infanteridivision. Montgomery sendte adskillige enheder fra 3. infanteridivision (herunder det tunge infanteri fra 1. og 7. Middlesex bataljonerne og 99. batteri fra 20. Anti-Tank Regiment), som improviseret forsvar.
Et kritisk punkt i "Weygandplanen" og den britiske regering og den franske hærs argument for et fremstød sydpå, var tilbagetrækningen af styrker for at fuldføre den offensiv, som havde efterladt den belgiske hær med en alt for lang front, og var årsagen til dens kollaps. Den var tvunget til at dække de områder som B.E.F. havde forsvaret for at dette kunne deltage i offensiven. Et sådant kollaps kunne have ført til tabet af kanalhavnene bag den allierede front, og dermed til en fuldstændig strategisk omringning. B.E.F kunne have gjort mere i retning af et modangreb mod von Bock's venstre flanke for at lette presse på belgierne, da von Bock angreb over den befæstede britiske stilling ved Kortrijk. Den belgiske overkommando sendt mindst fem appeller til briterne om at angribe den sårbare tyske venstre flanke mellem Schelde og Leie for at afværge en katastrofe.
Admiral Sir Roger Keyes sendte følgende meddelelse til det britiske hovedkvarter:
Van Overstraten anmoder desperat om et britisk modangreb. Enten nord eller syd for Leie kunne genskabe situationen. Belgierne forventer at blive angrebet på fronten ved Ghent i morgen. Tyskerne har allerede et brohoved over kanalen vest for Eecloo. Der kan ikke blive tale om en belgisk tilbagetrækning til Yser. En bataljon under forlægning nordøst for Ypres blev praktisk taget udslettet i dag ved angreb med 60 fly. Tilbagetrækning ad åbne veje uden tilstrækkelig jagerbeskyttelse er meget bekostelig. Alle deres forsyninger er øst for Yser. De går stærkt ind for at det skal forsøges at genskabe situationen ved Leie med britisk modangreb, som måske kun er muligt i nogle få timer endnu.

Et sådant angreb kom ikke. Tyskerne bragte friske reserver frem for at dække hullet mellem Menen og Ypres. Dette afskar næsten belgierne fra briterne. De belgiske 2., 6. og 9. infanteridivisioner
forhindrede tyske forsøg på at udnytte hullet i dybden, men situationen var stadig kritisk.
Den 26. maj indledtes Operation Dynamo officielt, hvor store franske og britiske troppestyrker skulle evakueres til Storbritannien. På dette tidspunkt havde Royal Navy allerede evakueret 28.000 britiske soldater, som ikke var kamptropper. Boulogne var faldet, og Calais var på vej til at falde, hvilket betød at Dunkerque, Ostende og Zeebrugge var de eneste brugbare havne, som kunne bruges til evakuering. Den 14. tyske armés fremrykning betød at Ostende ikke ret længe stod til rådighed. Mod vest havde den tyske Heeresgruppe A nået Dunkerque og var 6 km fra centrum om morgenen den 27. maj, hvilket betød at havnen var indenfor artilleriets rækkevidde.
Situationen den 27. maj var ændret betydeligt i forhold til blot et døgn tidligere. Den belgiske armé var blev tvunget tilbage fra Leielinjen den 26. maj og Nevele, Vynckt, Thelt og Iseghem var faldet på den vestlige og centrale del af Leiefronten. Mod øst havde tyskerne nået udkanten af Brugge og erobret Ursel. Mod vest var Menen–Ypres linjen blevet gennembrudt ved Kortrijk og belgierne brugte nu jernbanevogne til at danne panserspærringer på linjen Ypres–Passchendaele–Roulers. Længere mod vest var B.E.F blevet trængt tilbage nord for Lille lige over den franske grænse og var nu i fare for at lade et hul udvikle sig mellem dem selv og belgiernes sydlige flanke på Ypres–Lille aksen.
Faren ved at tillade en tysk fremrykning til Dunkerque var at det ville betyde tabet af den havn, som nu var for betydningsfuld. Briterne trak sig tilbage til havnen den 26. maj, og efterlod herved den 1. franske armés nordøstlige flanke ved Lille udsat. Da briterne trak sig bort rykkede tyskerne ind og omringede hovedparten af den franske armé. Både Gort og hans stabschef Henry Pownall accepterede at deres tilbagetrækning ville betyde ødelæggelsen af den 1. franske armé, og at de ville få skylden herfor.
Kampene den 26. – 27. maj havde bragt den belgiske hær på randen af kollaps. Belgierne holdt stadig linjen mellem Ypres og Roulers mod vest og Brugge-Thelt linjen mod øst, men den 27. maj brød den centrale front sammen i sektoren mellem Iseghem-Thelt. Der var intet, som kunne forhindre et tysk fremstød østpå mod Ostende og Brugge eller vestpå til at havnene ved Nieuport eller La Panne dybt inde i det allierede bagland. Belgierne havde stort set udtømt alle til rådighed stående midler til modstand. Opløsningen i den belgiske hær og dens front førte til mange fejlagtige beskyldninger fra briterne. Rent faktisk holdt belgierne i mange tilfælde ud efter at briterne havde trukket sig tilbage. Et eksempel var ved overtagelsen af Scheldelinjen, hvor de tog over fra den 44. britiske infanteridivision, så den kunne trække sig tilbage gennem deres rækker. Trods det udviste Gort, og i større omfang Pownall, urimelig foragt for belgierne. Da der blev spurgt om der var nogle belgiere, som skulle evakueres, rapporteres det, at Pownall svarede: "Vi er ligeglade med hvad der sker med belgierne".

### Den belgiske kapitulation
Den belgiske hærs front gik fra Cadzand sydpå til Menin langs floden Leie, og herfra vestpå til Brugge uden nogen form for reserver. Bortset fra nogle få RAF-flyvninger var luften helt under Luftwaffes kontrol, og belgierne rapporterede om angreb mod alt hvad der udgjorde et mål, med deraf følgende tab. Der var ikke flere naturlige forhindringer mellem belgierne og den tyske hær, og tilbagetrækning var ikke mulig. Luftwaffe havde ødelagt de fleste jernbanelinjer til Dunkerque, og kun tre veje var tilbage: Brugge–Thourout–Dixmude, Brugge–Ghistelles–Nieuport og Brugge–Ostende–Nieuport. Det var umuligt at bruge disse ruter til tilbagetrækning uden at lidt tab på grund af det tyske herredømme i luften. Vandforsyningen var beskadiget og afbrudt. Gas og elektricitet var også afbrudt. Kanaler blev tømt og brugt til oplagring af den resterende ammunition og fødevarer. Det samlede resterende areal var på blot 1.700 km², og rummede såvel militærfolk som civile, af de sidste var der omkring 3 mio. Under disse omstændigheder vurderede Leopold at yderligere modstand var nytteløs. Om aftenen den 27. maj anmodede han om en våbenstilstand.
Churchill sendte en meddelelse til Keyes samme dag, og gjorde det klart hvad han mente om anmodningen:
Den belgiske ambassade her antager ud fra kongens beslutning om at blive, at han anser krigen for tabt og overvejer [en] separatfred. Det er for at tage afstand herfra, at den belgiske regering har samlet sig på fremmed jord. Selv hvis den belgiske hær må nedlægge våbnene er der 200.000 belgiere i tjenstdygtig alder i Frankrig og større ressourcer end Belgien havde i 1914 at kæmpe med. Med den aktuelle beslutning deler kongen nationen og overlader den i Hitlers varetægt. Vær venlig at overbringe disse overvejelser til kongen og indprent ham de katastrofale konsekvenser hans nuværende holdning vil have for de Allierede og Belgien. 
Royal Navy evakuerede det britiske hovedkvarter ved Middelkerke og St. Andrews, øst for Brugge i løbet af natten. Leopold 3. og hans mor Elisabeth, blev i Belgien og udstod fem års selvvalgt fangenskab. Som svar på sin regerings råd om at etablere en eksilregering sagde Leopold: "Jeg har besluttet at blive. De Allieredes sag er tabt."
Den belgiske overgivelse trådte i kraft kl. 4 om morgenen den 28. maj. Briterne og franskmændene var fulde af beskyldninger om at belgierne havde forrådt alliancen. I Paris fordømte den franske premierminister Paul Reynaud Leopolds overgivelse. Den belgiske premierminister Hubert Pierlot meddelte folket, at Leopold havde handlet i modstrid med regeringens enstemmige råd. Som følge heraf var kongen ikke længere i stand til at regere, og den belgiske eksilregering, som havde sæde i Paris (og efter Frankrigs fald flyttede til London) ville fortsætte kampen. Den vigtigste anke var at belgierne ikke forud havde advaret om at deres situation var så alvorlig at de måtte kapitulere. Sådanne påstande var i det store og hele urimelige. De Allierede havde vidst, og indrømmede det privat den 25. maj ved kontakter med belgierne, at disse var på randen af kollaps.
Churchills og den britiske reaktion var officielt tilbageholdende. Dette skyldtes det kraftige forsvar af belgiernes defensive felttog, som blev forelagt kabinettet af Sir Roger Keyes kl. 11:30 den 28. maj. De franske og belgiske ministre havde omtalt Leopolds handlinger som forræderiske, men de kendte ikke de faktiske forhold. Leopold havde ikke underskrevet en aftale med Hitler med henblik på at danne en quislingeregering, men havde underskrevet en betingelsesløs overgivelse som øverstkommanderende for de belgiske væbnede styrker.

## Tab
Tabstallene omfatter de samlede tab frem til dette tidspunkt i felttoget. Tallene for slaget om Belgien 10. – 28. maj kendes ikke med bestemthed.

### Belgiske tab
De belgiske tab omfattede:
- Dræbt i kamp: 6.093 og 2.000 krigsfanger døde i fangenskab[3]
- Savnede: Over 500[3]
- Tilfangetagne: 200.000[4]
- Sårede: 15.850 [4]
- Fly: 112 ødelagt[6]

### Franske tab
De specifikke tal for slaget om Belgien kendes ikke, men de franske tab under hele felttoget mellem 10. maj og 22 juni var:
- Dræbt i kamp: 90.000[5]
- Sårede: 200.000[5]
- Tilfangetagne: 1.9 mio.[5]
- Samlede franske tab af fly udgjorde 264 fra 12. – 25. maj og 50 mellem 26. maj og 1. juni.[9]

### Britiske tab
De specifikke tal for slaget om Belgien kendes ikke, men briterne havde følgende tab under hele felttoget mellem 10. maj og 22. juni:
- 68.111 dræbte i kamp, sårede eller tilfangetagne.[134]
- 64.000 køretøjer ødelagt eller efterladt[134]
- 2.472 kanoner ødelagt eller efterladt[134]
- RAF's tab under hele felttoget (10. maj – 22. juni) udgjorde 931 fly og 1.526 besætningsmedlemmer. Tabene indtil 28. maj kendes ikke.[134] De samlede britiske tab i luften udgjorde 344 mellem 12. og 25. maj og 138 mellem 26. maj og 1. juni.[9]

### Tyske tab
Den samlede rapport fra Oberkommando der Wehrmacht om operationerne på vestfronten fra 10. maj til 4. juni (tysk: Zusammenfassender Bericht des Oberkommandos der Wehrmacht über die Operationen im Westen vom 10. Mai bis 4. Juni) reports:
- Dræbte i kamp: 10.232 officerer og soldater[135]
- Savnede: 8.463 officerer og soldater[135]
- Sårede: 42.523 officerer og soldater[135]
- Luftwaffes tab fra 10. maj til 3. juni: 432 fly[135]
- Kriegsmarines tab: ingen[135]

## Fodnoter